# 叔丁哌苯

合成方式

叔丁哌苯（也译为布地平）商品名Parkinsan，分子式C21H27N，是一种帕金森氏症治疗药物，其作用机制尚未解明。